# Cleda

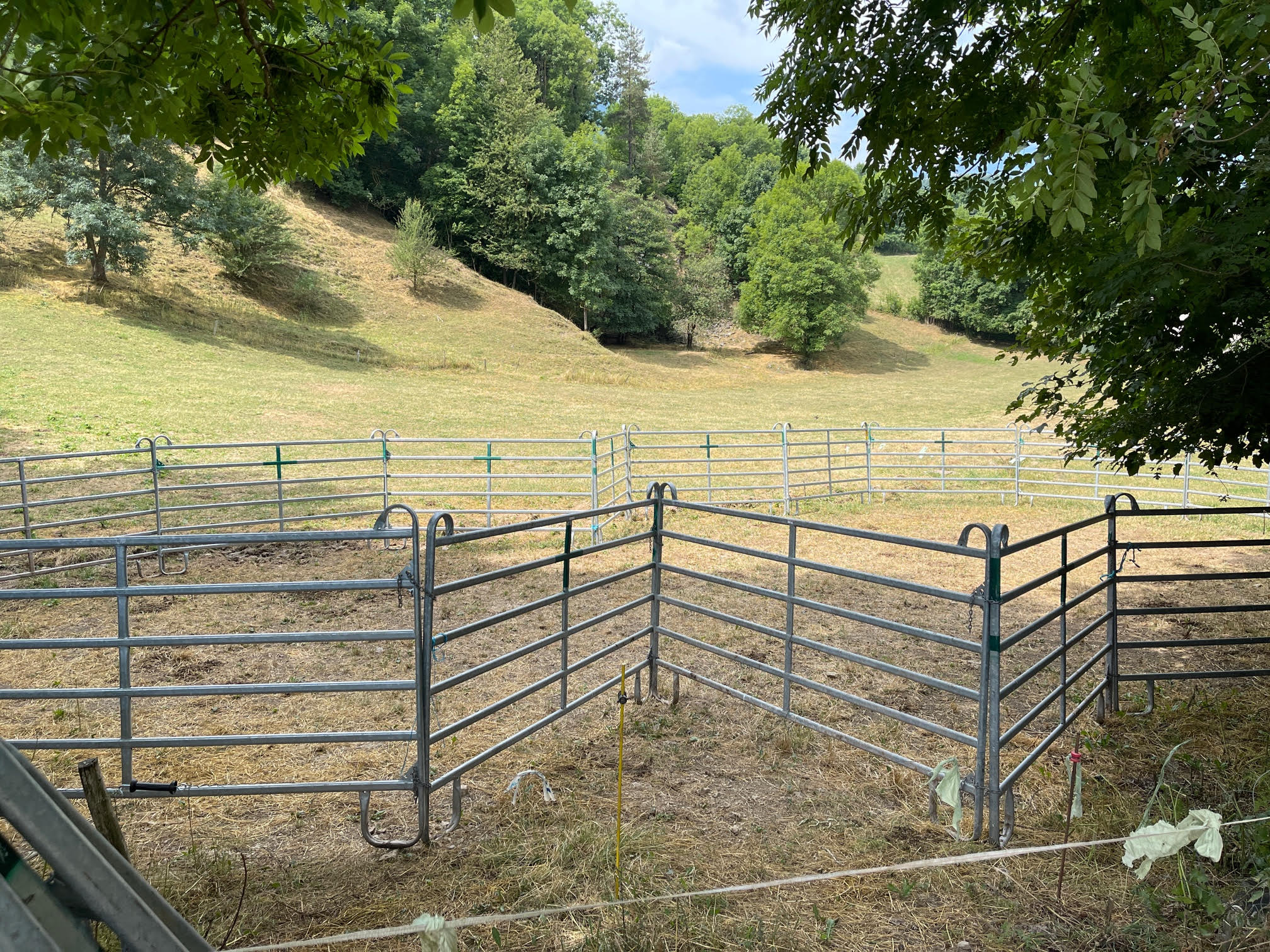

Cleda, pleta, quintana, mallada o clos és una porció de terreny (camp o prat) delimitada amb un mur o barrera feta amb pedres o amb troncs, dins la qual pastura el bestiar al camp o a la muntanya (o per evitar que hi entri).
És una estructura senzilla, sense sostre i a l'aire lliure, per guardar el ramat agrupat i protegit i que generalment s'utilitza per al ramat oví i en menor mesura per a l'aviram. En temps antics es feia amb branques i fustes col·locades transversalment a manera de parets. Actualment s'utilitzen materials prefabricats com xarxes de filferro suportades per pals de fusta, de metall o de plàstic. Les cledes són desmuntables i s'utilitzen per a base d'anar traslladant el ramat femar amb els excrements de les ovelles diverses superfícies sense que en cap moment hi hagi excés d'adob. També s'anomena cleda la porta o tronc o sistema que fa aquesta funció de tota l'estructura. En la crònica de Jaume I té el sentit de fortificació o estructura militar defensiva.
Al massís del Carlit (Cerdanya) i a Andorra "pleta" és un "jaç" o "jaça"